# Партия на комунистите в Република Молдова
Партия на комунистите в Република Молдова (на румънски: Partidul comuniştilor din Republica Moldova) е лява комунистическа политическа партия в Молдова. Основана 22 октомври 1993 г.

### Броят на депутати от ПКРМ
|  |

### Калъп за ПКРМ да гласуват
|  |